# Burg und Schloss Obergrombach
Burg und Schloss Obergrombach sind ein Wahrzeichen des Ortes Obergrombach und seit mehreren Generationen der Wohnsitz der Familie von Bohlen und Halbach.

## Anlage
Die Ruine der Kernburg aus dem 13. Jahrhundert liegt auf einem Bergsporn (Spornburg) östlich des Ortskerns von Obergrombach. Sie hat einen ovalen Grundriss und einen Zwinger mit mehreren Schalentürmen. Der erhalten gebliebene 25 m hohe Bergfried mit einer Mauerstärke von rund 2,40 m und einem quadratischen Grundriss von 8 × 8 m ist außerhalb der Mantelmauer auf der Ostseite, also bergwärts, an die Anlage angebaut. Auf dieser Seite der Anlage befindet sich auch der Halsgraben. Im Inneren befinden sich die Überreste zweier Wohngebäude.

## Geschichte der Burg
Die erste Burganlage dürfte in der Zeit um 1000 n. Chr. errichtet worden sein, der Nachfolgebau dieses ersten befestigten Anwesens wurde aber erst 1317 urkundlich erwähnt; ein sloss grumbach, das aber mit dem heutigen Schlossgebäude nichts zu tun hat, im Jahr 1256. Die Anlage gehörte zunächst wohl den Herren von Grombach, später, von 1311 bis 1803, den Fürstbischöfen von Speyer, die sie zur Absicherung der südöstlichen Grenze ihres Hochstiftes nutzten. Einem Ausbau der Burg fiel Ende des 14. oder Anfang des 15. Jahrhunderts die einstige Kirche des Ortes zum Opfer, die durch die spätere Schlosskapelle ersetzt wurde. Diese wurde 1401 erstmals urkundlich erwähnt. Aufs Jahr 1461 lässt sich die Erbauung des vierstöckigen Palas datieren. 

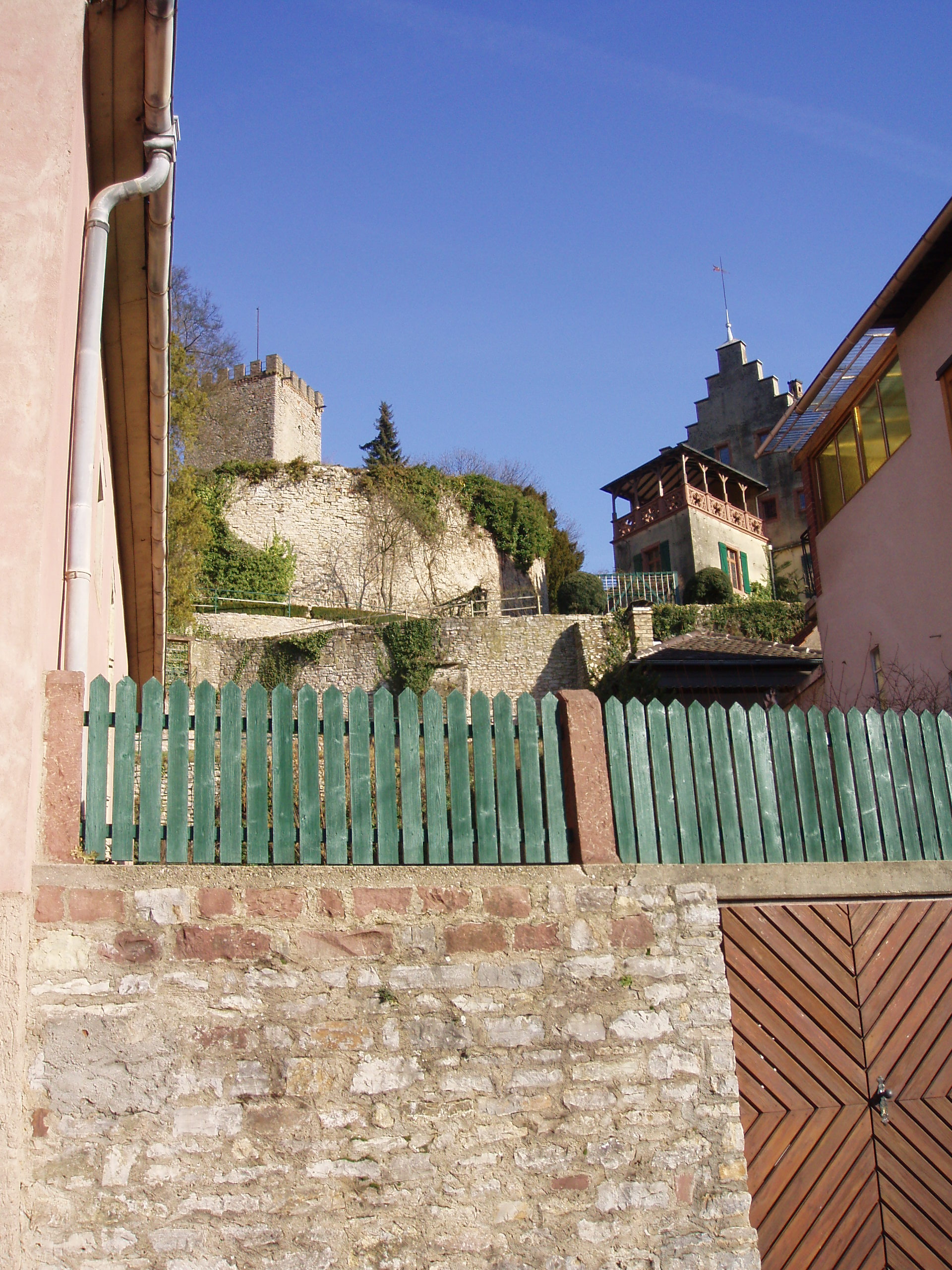
Blick vom Ortskern auf die Anlage

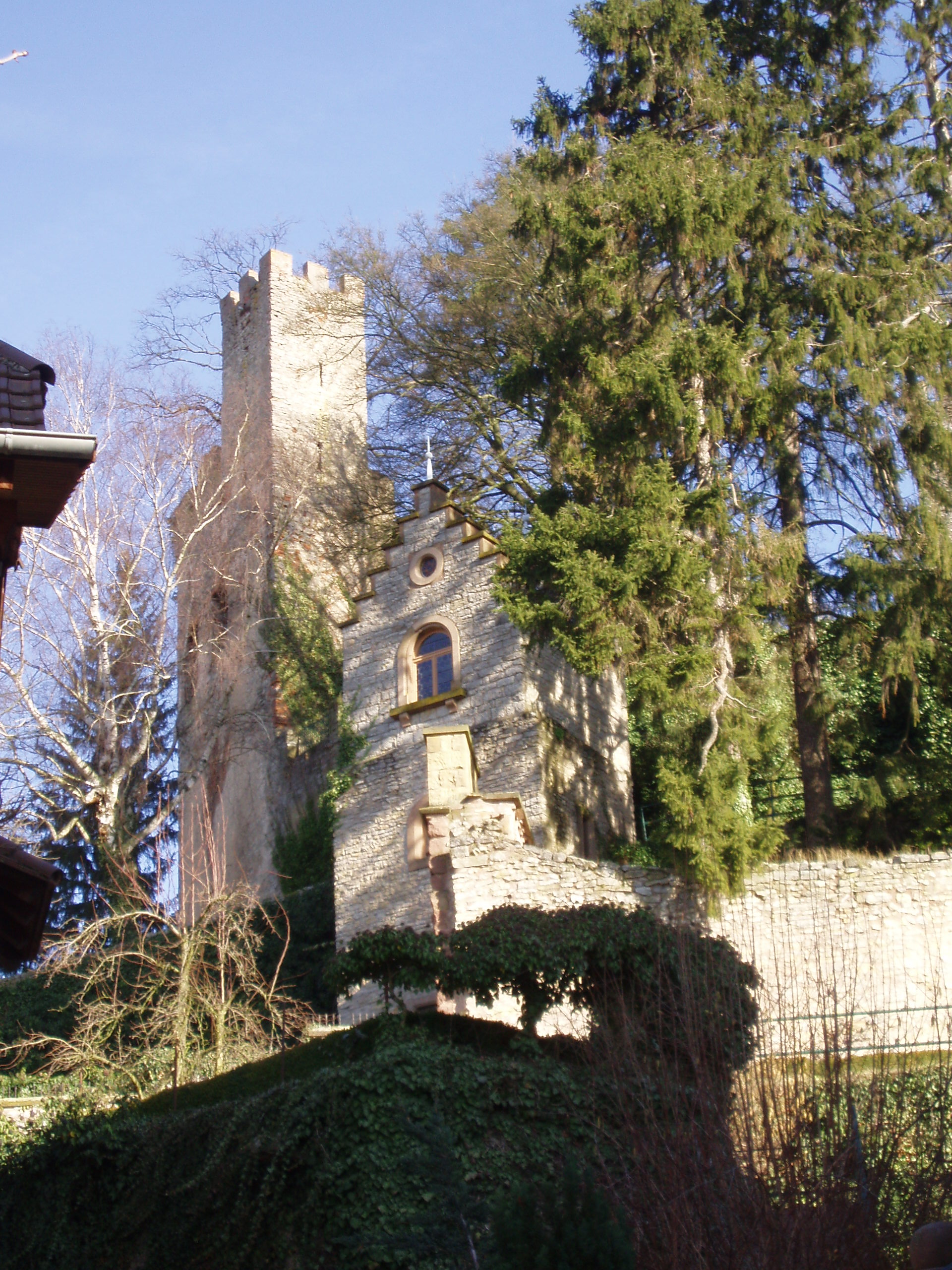
Nordteil der Burganlage

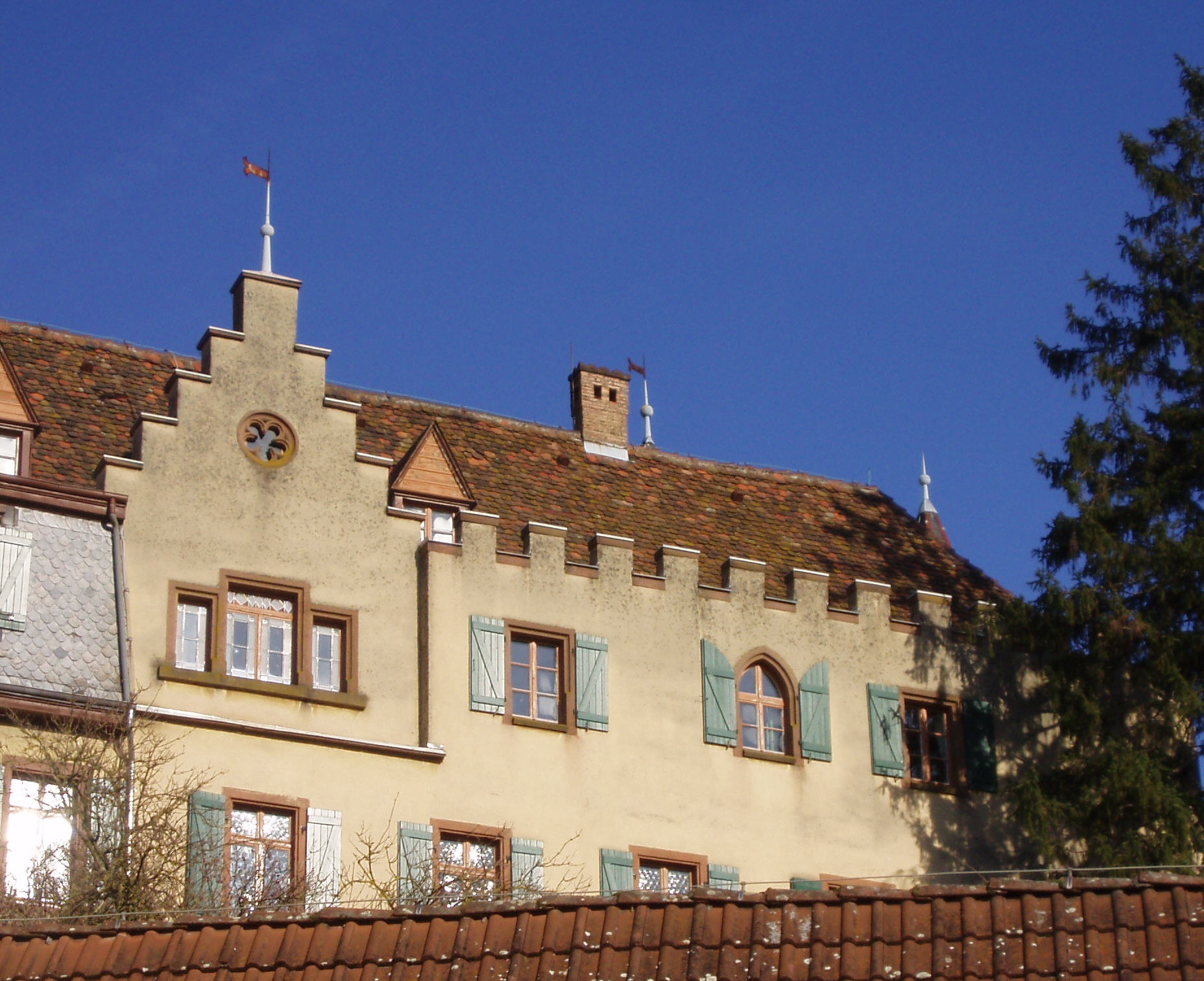
Das Schloss aus dem 18. Jahrhundert

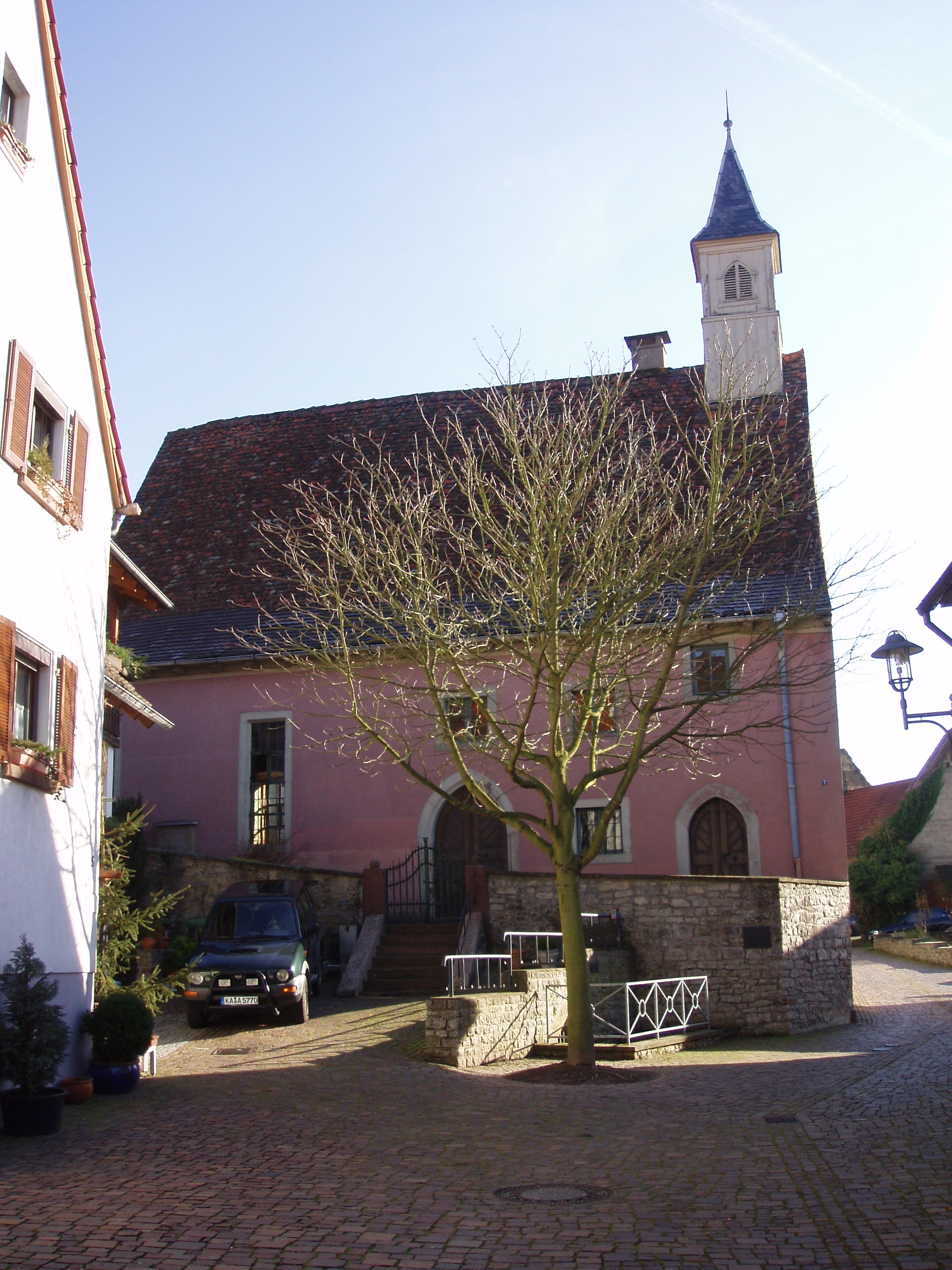
Die Schlosskapelle über der Grombachquelle

Die Bischöfe Raban von Helmstatt († 1439) und Ludwig von Helmstatt († 1504) erweiterten die Befestigungen.
Von 1464 bis 1467 lebte hier der aus politischen Gründen zurückgetretene Speyerer Bischof Johannes II. Nix von Hoheneck, dem man das Schloss beim Amtsverzicht zur lebenslangen Nutzung überlassen hatte.
Im Dreißigjährigen Krieg wurde die Burg vom Bischof von Sötern überfallen und eingenommen. 1633 belagerte Oberst Schmidberg die Burg Obergrombach und 1644 wurde sie von Generalmajor Rossa besetzt. Später kam es zur Zerstörung eines Teils der Burg durch französische Soldaten.

## Geschichte des Schlosses
Das heute noch erhaltene und genutzte Schlossgebäude ließ Damian Hugo von Schönborn 1720–1723 errichten. Bis 1803 wurde es von seinen Nachfolgern als Sommerresidenz verwendet. Bevor es im Jahr 1885 von Gustav von Bohlen und Halbach erworben wurde, ging das etwa fünf Hektar große Gelände samt den Gebäuden u. a. durch die Hände von Mitgliedern des Hauses Baden, des Oberleutnants Leopold von Holzing, der es Mitte des 19. Jahrhunderts restaurieren ließ, des Grafen Ferdinand von Normann-Ehrenfels, der Schönborns Bau in romantisierendem Stil umgestalten ließ, sowie dreier Freiherren von Weißenstein, die allerdings nur drei Jahre lang, von 1882 bis 1885, im Besitz der Anlage waren.

## Unter der Ägide der Familie von Bohlen und Halbach
Von Bohlen und Halbach erwarb drei Jahre später auch noch die damalige Synagoge des Ortes hinzu und machte sie zur Schloss- oder Burgkapelle. Im Schloss richtete er für seine Familie ein Sommerquartier ein; die Winter verbrachte man in Karlsruhe. Bis heute ist das Anwesen im Besitz der Familie, die dort auch einen Privatfriedhof angelegt hat. Aus der Familie von Gustav Krupp von Bohlen und Halbach wurde Berthold von Bohlen und Halbach 1987 hier begraben. 
Die Gemeinde benannte nach dem ersten Besitzerehepaar aus dieser Familie die Gustav-von-Bohlen-Straße und die Sofienstraße. Auf dem Gelände des Schlossherrn wurde nach dem Zweiten Weltkrieg ein öffentliches Freibad eingerichtet, das vom jetzigen Schlossherrn, Eckbert von Bohlen und Halbach, vor einigen Jahren der Stadt übereignet wurde.
Burg und Schloss Obergrombach sind im Rahmen des Tags des offenen Denkmals oder von Burgfesten zu besichtigen. Die Schlosskapelle, die wegen der wertvollen Fresken nicht beheizt werden darf, wird im Sommerhalbjahr von der evangelischen Gemeinde genutzt. Die Malereien wurden offenbar von Bischof Johannes II. Nix von Hoheneck († 1467) in Auftrag gegeben, worauf sein hier erhaltenes Wappen hindeutet.